# اندیس کرومیت گدانگ ۵
کرومیت گدانگ ۵ یک اندیس فلزی است که در حوالی شهر فنوج استان سیستان و بلوچستان قرار دارد و مادهٔ معدنی موجود در آن، کرومیت است.سنگ میزبان این اندیس پریدوتیتهای تکتو نیزه است و دیرینگی آن به دوران کرتاسه بالایی می‌رسد. 